# Pfingstengrieß
Das Gebiet Pfingstengrieß ist ein mit Verordnung vom 20. Januar 2004 durch die Körperschaftsforstdirektion Tübingen ausgewiesener Schonwald (Schutzgebiet-Nummer 200061) in Baden-Württemberg und Bayern.

## Lage
Das Schutzgebiet liegt direkt an der Iller. Es besteht aus drei Teilflächen und befindet sich nordöstlich von Illerkirchberg. Es liegt im Distrikt 18 „Rote Wand“ Abteilungen 8 tw. und 10 tw. des Stadtwaldes Ulm. Es umfasst die Flurstücke Nr. 736, 736/2 und 1407/4 auf Gemarkung Neu-Ulm, Stadt Neu-Ulm, sowie das Flurstück Nr. 518 auf Gemarkung Unterkirchberg, Gemeinde Illerkirchberg.
Der südliche Teil des Schonwalds liegt im Landschaftsschutzgebiet Illerkirchberg und im FFH-Gebiet Donau zwischen Munderkingen und Ulm und nördliche Iller.

## Vegetation
Im Schonwald kommen laut Waldbiotopkartierung die folgenden Pflanzen vor:
Spitzahorn, Berg-Ahorn, Blauer Eisenhut, Bunter Eisenhut, Giersch, Hundspetersilie, Kohl-Lauch, Schwarz-Erle, Grau-Erle,
Buschwindröschen, Aronstab, Große Sterndolde, Gewöhnliche Berberitze, Hänge-Birke, Dreiteiliger Zweizahn, Wald-Zwenke, Sumpf-Segge,
Weiße Segge, Wald-Segge, Kohldistel, Gewöhnliche Waldrebe, Gemeine Hasel, Eingriffeliger Weißdorn, Rasen-Schmiele, Kanadische Wasserpest,
Zottiges Weidenröschen, Winter-Schachtelhalm, Gewöhnlicher Spindelstrauch, Scharbockskraut, Gemeine Esche, Wald-Gelbstern, Gewöhnliche Goldnessel,
Gemeiner Hohlzahn, Weißes Labkraut, Gundermann, Wiesen-Bärenklau, Gewöhnliche Nachtviole, Echter Hopfen, Große Fetthenne, Großes Springkraut,
Wald-Witwenblume, Gefleckte Taubnessel, Gewöhnliche Schuppenwurz, Gewöhnlicher Liguster, Rote Heckenkirsche, Kuckucks-Lichtnelke, Gewöhnlicher Gilbweiderich,
Sumpf-Vergissmeinnicht, Aufrechter Sauerklee, Einbeere, Gewöhnliche Pestwurz, Schilfrohr, Ährige Teufelskralle, Gemeine Fichte, Hain-Rispengras,
Vielblütige Weißwurz, Silber-Pappel, Schwarz-Pappel, Espe, Vogelkirsche, Gewöhnliche Traubenkirsche, Geflecktes Lungenkraut,
Stieleiche, Kriechender Hahnenfuß, Kratzbeere, Silber-Weide, Purpur-Weide, Zweiblättriger Blaustern, Geflügelte Braunwurz, Wald-Ziest,
Hain-Sternmiere, Winterlinde, Bergulme, Feldulme, Große Brennnessel, Wald-Veilchen.

## Schutzzweck
Der Schutzzweck des Schonwalds ist gemäß Schutzgebietsverordnung
- Erhaltung und Erneuerung der naturnahen, aus Auewald hervorgegangenen strauchreichen Laubwaldgesellschaften mit Esche, Ahorn, Stieleiche, Baum- und Strauchweiden, Traubenkirsche und einer artenreichen Begleitflora (z. B. Hopfen, Echtes Lungenkraut, Märzenbecher, Bärlauch, Gelbes Windröschen, Zweiblättriger Blaustern, Winterschachtelhalm, Seidelbast, Echter Steinsame, Weiße Segge);
- Habitatsicherung für die im jeweiligen Schonwald typischen und seltenen Arten von Flora und Fauna.

## Betreuung
Wissenschaftlich betreut wird der Schonwald durch die Forstliche Versuchs- und Forschungsanstalt Baden-Württemberg (BVA).